# Pronous felipe
Pronous felipe là một loài nhện trong họ Araneidae.
Loài này thuộc chi Pronous. Pronous felipe được Herbert Walter Levi miêu tả năm 1995.